# Abbè-Bégnini
Abbè-Bégnini est un village dans le Sud de la Côte d'Ivoire dans le District des Lagunes, appartenant à la région de l'Agnéby-Tiassa. Cette localité rurale est rattachée à la sous-préfecture d'Azaguié. Sa population est estimée a envrion 2 627 habitants.